# مايا أبو الحسن
مايا أبو الحسن (من مواليد 16 يناير 1998) هي عارضة أزياء لبنانية ومؤثرة ومقدمة برامج تلفزيونية وحاملة لقب ملكة جمال. توجت بلقب ملكة جمال الكون لبنان 2023، بعد حصولها على المركز الثاني في مسابقة ملكة جمال لبنان 2022. وستمثل لبنان في مسابقة ملكة جمال الكون 2023 في السلفادور في 18 تشرين الثاني/نوفمبر 2023.

## روابط خارجية
- مايا أبو الحسن على إنستغرام